# 鲍勃·迪尔
罗伯特·奥维尔·迪尔（英語：Robert Orville Dille，1917年7月2日—1998年12月10日），美国NBA联盟前职业篮球运动员。